# ایی‌ای۳۰۰
EA300 (به انگلیسی: Extra_EA-300) یک هواگرد از نوع Aerobatic monoplane ساخت شرکت Extra Flugzeugbau است. هواگرد EA300 نخستین پروازش را در مه ۱۹۸۸ میلادی انجام داد.
طراح این هواگرد، Walter Extra بود.